# Copelatus doriae
Copelatus doriae är en skalbaggsart som beskrevs av Sharp 1882. Copelatus doriae ingår i släktet Copelatus och familjen dykare. Inga underarter finns listade i Catalogue of Life.